# Palatinat-Neumarkt

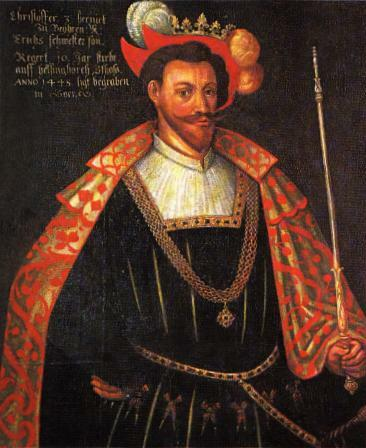
Christophe de Palatinat-Neumarkt, roi du Danemark, de Norvège et de Suède

Le Palatinat-Neumarkt est un comté palatin autour de sa capitale Neumarkt in der Oberpfalz et le nom d'une branche de la maison de Wittelsbach. Le premier souverain et fondateur de la lignée est Jean de Bavière. 
Le père de Jean est l'électeur Robert III du Palatinat. À sa mort en 1410, ses quatre fils héritent de leur propre territoire. Le plus vieux, Louis III, reçoit le Palatinat du Rhin avec la capitale Heidelberg ainsi que la charge électorale. Jean reçoit le Palatinat-Neumarkt avec la capitale Neumarkt in der Oberpfalz, Étienne reçoit le Palatinat-Simmern-Deux-Ponts et Othon Ier le Palatinat-Mosbach. 
À sa mort en 1443, le Palatinat-Neumarkt revient à son fils Christophe de Bavière, promu au rang de roi du Danemark, de Suède et de Norvège (Union de Kalmar) en 1439 à la suite de l’abdication de son oncle Éric de Poméranie. La lignée Wittelsbach-Palatinat-Neumarkt s'éteint en 1448 avec la mort de Christophe. Le Palatinat-Neumarkt revient à son oncle, Othon Ier, qui le fusionne avec son territoire le Palatinat-Mosbach, pour devenir le Palatinat-Mosbach-Neumarkt. 

## Liste des comtes palatins de Neumarkt
- 1410-1443: Jean
- 1443-1448: Christophe
- 1524-1558: Guillaume